# دوناتو غيرا
دوناتو غيرا (بالإسبانية: Donato Guerra)‏ هو عسكري وسياسي مكسيكي، ولد في 22 أكتوبر 1832 في Teocuitatlán de Corona ‏ في المكسيك، وتوفي في 19 سبتمبر 1876 في تشيهواهوا في المكسيك.